# 南島町 (堺市)
南島町（みなみじまちょう）は、大阪府堺市堺区にある地名。2023年現在の行政地名は南島町一丁から南島町六丁。住居表示は一丁から五丁まで未実施、六丁が実施済み。

## 地理
堺区の北端に位置する。東は鉄砲町、南は三宝町、北は大和川を挟んで大阪市住之江区南加賀屋・北島に接する。

### 河川
- 大和川
  - 大和川大橋

## 歴史

### 沿革
本節では関連する地名についても記述する。

#### 南島新田 → 南島
- 1871年（明治4年）、摂津国住吉郡と和泉国大鳥郡の境界変更により、大鳥郡に編入。
- 1881年（明治14年）、堺県が廃止され、大阪府の管轄となる。
- 1889年（明治22年）、町村制の施行により、大鳥郡三宝村の大字となる。
- 1896年（明治29年）、郡の統廃合により、三宝村が泉北郡の所属となる。
- 1910年（明治43年）、南島と改称。
- 1926年（大正15年）、三宝村が堺市に編入され、所属の大字は「三宝村」を冠称する。
- 1929年（昭和4年）、一部が三宝町1 - 9丁・鉄砲町1 - 9丁・七道西町・南島元町・平田町・外山町1 - 4丁となり、残余は1930年（昭和5年）、鉄砲町1 - 9丁・七道西町・南島元町となる[6]。

#### 南島元町（1929年 - 1945年）
- 1929年（昭和4年）、堺市三宝村大字南島の一部より成立。
- 1930年（昭和5年）、三宝村大字南島の一部を編入。
- 1945年（昭和20年）、南島町1 - 5丁となる[6]。

#### 南島町（1945年 - ）
- 1945年（昭和20年）、堺市南島元町と鉄砲町1 - 9丁・七道西町・平田町1 - 4丁・外山町1 - 4丁の各一部より成立[6]。
- 2006年（平成18年）、堺市が政令指定都市に移行し、行政区を設置。南島町は堺区の所属となる。
- 2021年（令和3年）、南島町1 - 5丁の各一部をもって南島町6丁が成立[7]。

## 世帯数と人口
2023年（令和5年）7月31日現在の世帯数と人口は以下の通りである。
| 丁         | 世帯数  | 人口    |
| ---------- | ------- | ------- |
| 南島町一丁 | 299世帯 | 679人   |
| 南島町二丁 | 156世帯 | 309人   |
| 南島町三丁 | 62世帯  | 112人   |
| 南島町四丁 | 44世帯  | 92人    |
| 南島町五丁 | 54世帯  | 88人    |
| 南島町六丁 | 97世帯  | 204人   |
| 計         | 712世帯 | 1,484人 |

### 人口の変遷
国勢調査による人口の推移。
| 1995年（平成7年）  | 1,192人 | [ 8 ]  |  |
| 2000年（平成12年） | 966人   | [ 9 ]  |  |
| 2005年（平成17年） | 918人   | [ 10 ] |  |
| 2010年（平成22年） | 896人   | [ 11 ] |  |
| 2015年（平成27年） | 1,093人 | [ 12 ] |  |
| 2020年（令和2年）  | 1,247人 | [ 13 ] |  |

### 世帯数の変遷
国勢調査による世帯数の推移。
| 1995年（平成7年）  | 542世帯 | [ 8 ]  |  |
| 2000年（平成12年） | 458世帯 | [ 9 ]  |  |
| 2005年（平成17年） | 406世帯 | [ 10 ] |  |
| 2010年（平成22年） | 427世帯 | [ 11 ] |  |
| 2015年（平成27年） | 482世帯 | [ 12 ] |  |
| 2020年（令和2年）  | 565世帯 | [ 13 ] |  |

## 学区
市立小・中学校に通う場合、学区は以下の通りとなる。
| 丁         | 番地 | 小学校           | 中学校           |
| ---------- | ---- | ---------------- | ---------------- |
| 南島町一丁 | 全域 | 堺市立三宝小学校 | 堺市立月州中学校 |
| 南島町二丁 | 全域 | 堺市立三宝小学校 | 堺市立月州中学校 |
| 南島町三丁 | 全域 | 堺市立三宝小学校 | 堺市立月州中学校 |
| 南島町四丁 | 全域 | 堺市立三宝小学校 | 堺市立月州中学校 |
| 南島町五丁 | 全域 | 堺市立三宝小学校 | 堺市立月州中学校 |
| 南島町六丁 | 全域 | 堺市立三宝小学校 | 堺市立月州中学校 |

## 事業所
2021年（令和3年）現在の経済センサス調査による事業所数と従業員数は以下の通りである。
| 丁         | 事業所数 | 従業員数 |
| ---------- | -------- | -------- |
| 南島町一丁 | 10事業所 | 149人    |
| 南島町二丁 | 10事業所 | 130人    |
| 南島町三丁 | 16事業所 | 245人    |
| 南島町四丁 | 16事業所 | 405人    |
| 南島町五丁 | 9事業所  | 502人    |
| 南島町六丁 | -        | -        |
| 計         | 61事業所 | 1,431人  |

## 交通

### バス
- 南海バス[16]
  - 16・16C・61系統：南島町

### 道路
- 国道26号

## 施設
- 月洲神社
- 松屋町(外山)公園

## 郵便
- 郵便番号：590-0904[3]（集配局：堺郵便局[17]）。